# Кешбек сайт
Кешбек сайтовете са вид платформи, които плащат на своите членове, определен процент от комисионната, която получават при покупката на стоки и услуги чрез своите партньорски връзки.

## Кешбек пазаруване
При кешбек пазаруването потребителите предварително знаят колко кешбек могат да получат за своята покупка. Някои търговци предлагат процент от цялата покупка, други предлагат твърда сума без значение от сумата на покупката. Например купувате продукт „Х“ и без значение от цената му, вие получавате определена фиксирана сума.
Когато клиент направи онлайн покупка, вместо да посети търговеца директно, той има възможност да избере да последва линк от интернет сайт за кешбек пазаруване. По този начин клиента ще генерира кешбек (пари обратно) в профила си в кешбек платформата. Принципът на работа на тези уебсайтове е следния: те получават комисионна от търговците. След като търговците потвърдят покупката, част от комисионната се споделя с клиента, който е направил покупката.
Времето, необходимо за получаване на обезщетения на кешбек зависи от търговеца. Някои сайтове/търговци одобряват своите плащания в рамките няколко дни до няколко седмици, а други – след няколко месеца. Тази разлика е причинена от това, че някои търговци дават голям период от време на клиентите си да направят рекламация, или да заменят закупените стоки, затова и периодът на получаване на кешбек е различен за различните търговци 
Изплащането на натрупания кешбек обикновено се прави под формата на банкови преводи, ваучери за подаръци, PayPal или ePay за потребителите от България. Някои сайтове за кешбек пазаруване имат изискване за минимално салдо по сметка на клиента, за да може потребителят да поиска теглене на натрупаните награди. Обикновено тези прагове са между 20 и 50 лв. за българските платформи и между 10 и 25 евро за международните. Кешбекът е ефективен инструмент за привличане на вниманието, но е скъп и тези 1,5-2%, които покриват търговците на дребно, в действителност е огромна сума.